# Барко, Эсекьель
Эсекье́ль Ома́р Ба́рко (исп. Esequiel Omar Barco; род. 29 марта 1999, Вилья-Гобернадор-Гальвес, Санта-Фе) — аргентинский футболист, полузащитник московского «Спартака».

## Клубная карьера

### «Индепендьенте»
Барко с раннего детства стали обучать футболу, его первым тренером стал отец, который работу на заводе кухонной посуды совмещал с руководством небольшой футбольной команды 7 на 7. Позже он стал заниматься в академии Хорхе Бернардо Гриффа в южной части Росарио. В 15 лет Барко пробовал поступить в академии «Бока Хуниорс», «Химнасия де ла Плата» и «Ривер Плейт», но в них ему отказывали. В начале 2015 года он перешёл в молодёжную команду клуба «Индепендьенте» по рекомендации Диего Гриффа, сына Хорхе Гриффы, который ранее работал главным координатором академии «Индепендьенте». В июле 2016 года тренер Габриэль Милито перевёл его в основную команду, а позже в том же месяце Барко подписал с «Индепендьенте» свой первый профессиональный контракт.
Дебютировал за основной состав клуба 9 августа 2016 года в матче 1/8 финала Кубка Аргентины против клуба «Дефенса и Хустисия», выйдя на 60-й минуте встречи вместо Диего Родригеса. В чемпионате Аргентины первый матч провёл 28 августа 2016 года во встрече 1-го тура против «Бельграно» (1:0), выйдя на замену на 57-й минуте вместо Хесуса Мендеса. Первый мяч за «Индепендьенте» забил 11 сентября 2016 года в матче 2-го тура чемпионата Аргентины, поразив ворота клуба «Годой-Крус» (2:0) в компенсированное ко второму тайму время с передачи Диего Родригеса. 9 декабря 2016 года Барко был признан открытием года в Аргентине. В своём дебютном сезоне за клуб провёл во всех турнирах 35 матчей и забил четыре мяча. В декабре 2017 года вместе с «Индепендьенте» стал победителем Южноамериканского кубка. После этого Барко обратил на себя внимание многих клубов, а «Бенфика» сделала конкретное предложение, но руководство «Индепендьенте» его отвергло. В 2017 году был включён в символическую сборную года Южной Америки. В сезоне 2017/18 провёл во всех турнирах 22 матча и забил четыре мяча. Всего за «Индепендьенте» провёл 57 матчей и забил восемь мячей.

### «Атланта Юнайтед»

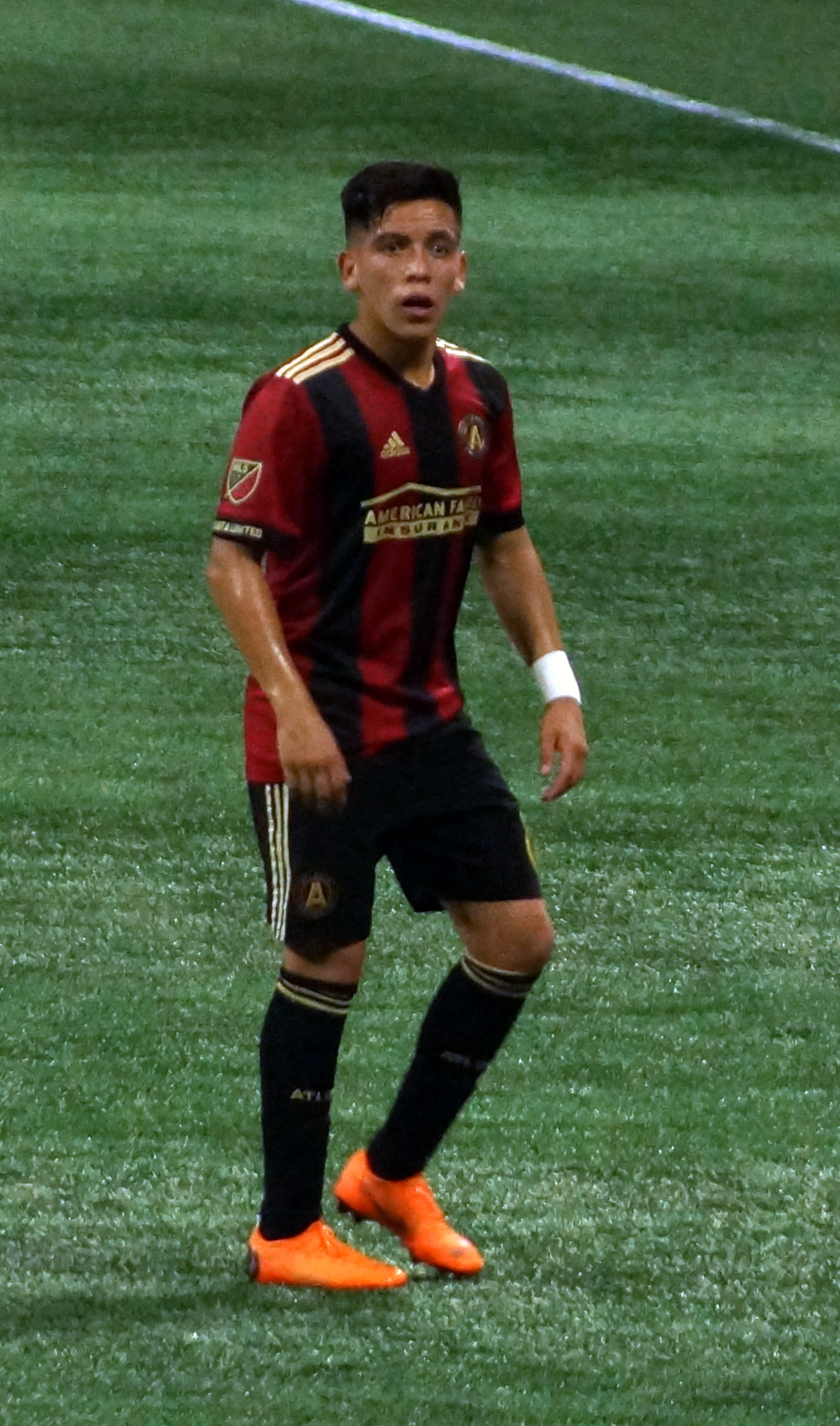
Барко в составе «Атланты Юнайтед» в 2018 году

19 января 2018 года Барко перешёл в клуб MLS «Атланта Юнайтед» в качестве молодого назначенного игрока. Сумма трансфера составила рекордные для североамериканской лиги 15 миллионов долларов. Из-за мышечной травмы, полученной во время предсезонной подготовки, Барко пропустил начало сезона 2018 и дебютировал в MLS лишь 15 апреля 2018 года в матче против «Нью-Йорк Сити» (2:2), выйдя на замену на 70-й минуте вместо Кевина Краца. Свой первый мяч за «Атланту Юнайтед» Барко забил 5 мая 2018 года в матче против «Чикаго Файр» (2:1), отличившись на 53-й минуте встречи с передачи Мигеля Альмирона. 1 августа 2018 года принимал участие в матче всех звёзд MLS против «Ювентуса» (1:1). 8 декабря 2018 года стал обладателем Кубка MLS, где «Атланта Юнайтед» встречалась с клубом «Портленд Тимберс» и выиграла 2:0, а Барко вышел на замену в компенсированное ко второму тайму время. Всего в своём дебютном сезоне за клуб провёл во всех турнирах 33 матча и забил пять мячей.
13 апреля 2019 года Барко в матче MLS против клуба «Нью-Инглэнд Революшн» (2:0) оформил дубль, отличившись на 29-й и 49-й минутах встречи с передач Эктора Вильяльбы, тем самым принеся своему клубу победу в матче. 31 июля 2019 года во второй раз в карьере участвовал в матче всех звёзд MLS против клуба «Атлетико Мадрид» (0:3). 14 августа 2019 года Барко выиграл свой второй трофей в составе «Атланта Юнайтед», став обладателем Кубка Кампеонес, где клуб выиграл со счётом 3:2 в матче против «Америки», в котором Барко вышел на замену в конце второго тайма. Пару недель спустя, 27 августа 2019 года, Барко вышел в стартовом составе в матче финала Открытого кубка США против «Миннесоты Юнайтед» (2:1) и помог своей команде завоевать трофей. В сезоне 2019 провёл за клуб во всех турнирах 26 матчей и забил четыре мяча, а в сезоне 2020 принял участие в 19 матчах, в которых отметился двумя забитыми мячами. 7 августа 2021 года в матче MLS против клуба «Коламбус Крю» (3:2) Барко оформил дубль, отличившись на 5-й минуте с передачи Джорджа Белло и реализовав на 35-й минуте пенальти. В сезоне 2021 провёл во всех турнирах 29 матчей и забил восемь мячей. Всего выступал в составе «Атланты Юнайтед» с 2018 по 2021 год, проведя за это время 107 матчей во всех турнирах и забив в них 19 мячей.

### «Ривер Плейт»
30 января 2022 года Барко был арендован клубом «Ривер Плейт» за 4,4 миллиона долларов на два сезона с возможностью выкупа 50 % прав на него. Дебютировал за клуб 12 февраля 2022 года в матче 1-го тура чемпионата Аргентины против «Униона» (0:1), выйдя на 46-й минуте вместо Сантьяго Симона. Первый мяч за «Ривер Плейт» забил 27 февраля 2022 года в матче 4-го тура чемпионата Аргентины против «Расинга» (2:2), отличившись на 26-й минуте с передачи Энцо Фернандеса. Всего в сезоне 2022 провёл за клуб во всех турнирах 45 матчей и забил пять мячей. 10 февраля 2023 года «Ривер Плейт» объявил о выкупе прав на Барко у «Атланты Юнайтед» за семь миллионов долларов, он стал игроком клуба на постоянной основе 1 января 2024 года. По итогам сезона 2023 вместе с «Ривер Плейтом» стал чемпионом Аргентины, а сам Барко провёл во всех турнирах 53 матча и забил 10 мячей. 22 декабря 2023 года принимал участие в матче за Трофей чемпионов Аргентины против клуба «Росарио Сентраль» (2:0), по итогам которого вместе с клубом стал обладателем трофея. 13 марта 2024 года вместе с «Ривер Плейтом» стал обладателем Суперкубка Аргентины, обыграв «Эстудиантес» (2:1). Всего выступал за клуб с 2022 по 2024 год, проведя 127 матчей, забив 17 мячей и отдав 19 голевых передач.

### «Спартак» (Москва)

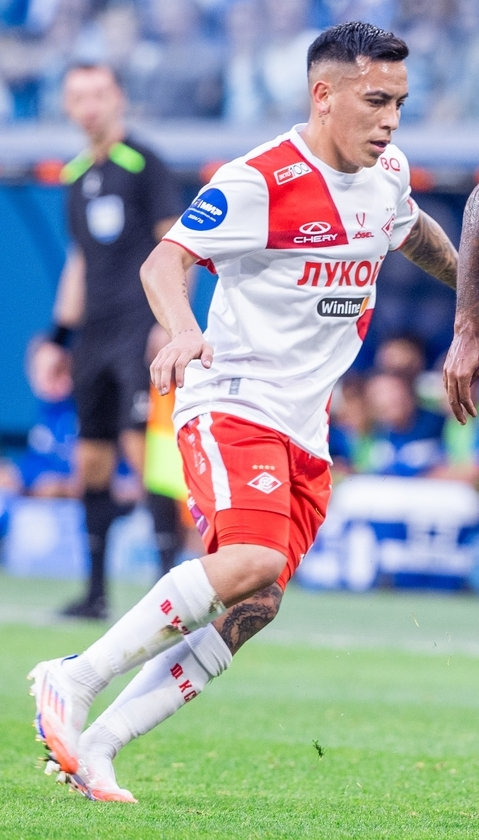
Барко в составе «Спартака» в 2024 году

25 июля 2024 года перешёл в московский «Спартак», подписав контракт на три года. Сумма трансфера составила 14 миллионов евро, что стало вторым среди самых дорогих трансферов в истории «Спартака». В новом клубе Барко взял себе 5-й игровой номер. Дебютировал за «Спартак» 28 июля 2024 года в матче 2-го тура чемпионата России против «Химок» (3:1), выйдя в стартовом составе. В этом же матче Барко отличился своим дебютным мячом за клуб, поразив ворота «Химок» на 49-й минуте встречи со штрафного удара, открыв счёт в матче. Барко стал пятым за 15 лет игроком, забившим со штрафного в дебютном матче в РПЛ. 5 августа 2024 года в матче 3-го тура чемпионата России против самарских «Крыльев Советов» (3:0) Барко отличился двумя голевыми передачами, ассистировав на 40-й минуте встречи Данилу Пруцеву и на 55-й минуте Манфреду Угальде. Барко оформил три голевых действия в двух своих дебютных матчах за «Спартак», став первым игроком клуба с таким достижением за 11 лет после Юры Мовсисяна. Барко за четыре проведённых матча в чемпионате России отметился пятью результативными действиями: он дважды поразил ворота соперников и три раза результативно ассистировал партнёрам по команде, став лучшим дебютантом в «Спартаке» по статистике за 15 лет. В первых 10 матчах за московский клуб, Барко забил четыре мяча и сделал три голевые передачи, установив рекорд по количеству результативных действий за 15 лет. По итогам первого круга чемпионата России, Барко стал лучшим игроком лиги по числу обводок, за этот период в его активе 70 удачных обводок.

## Карьера в сборной

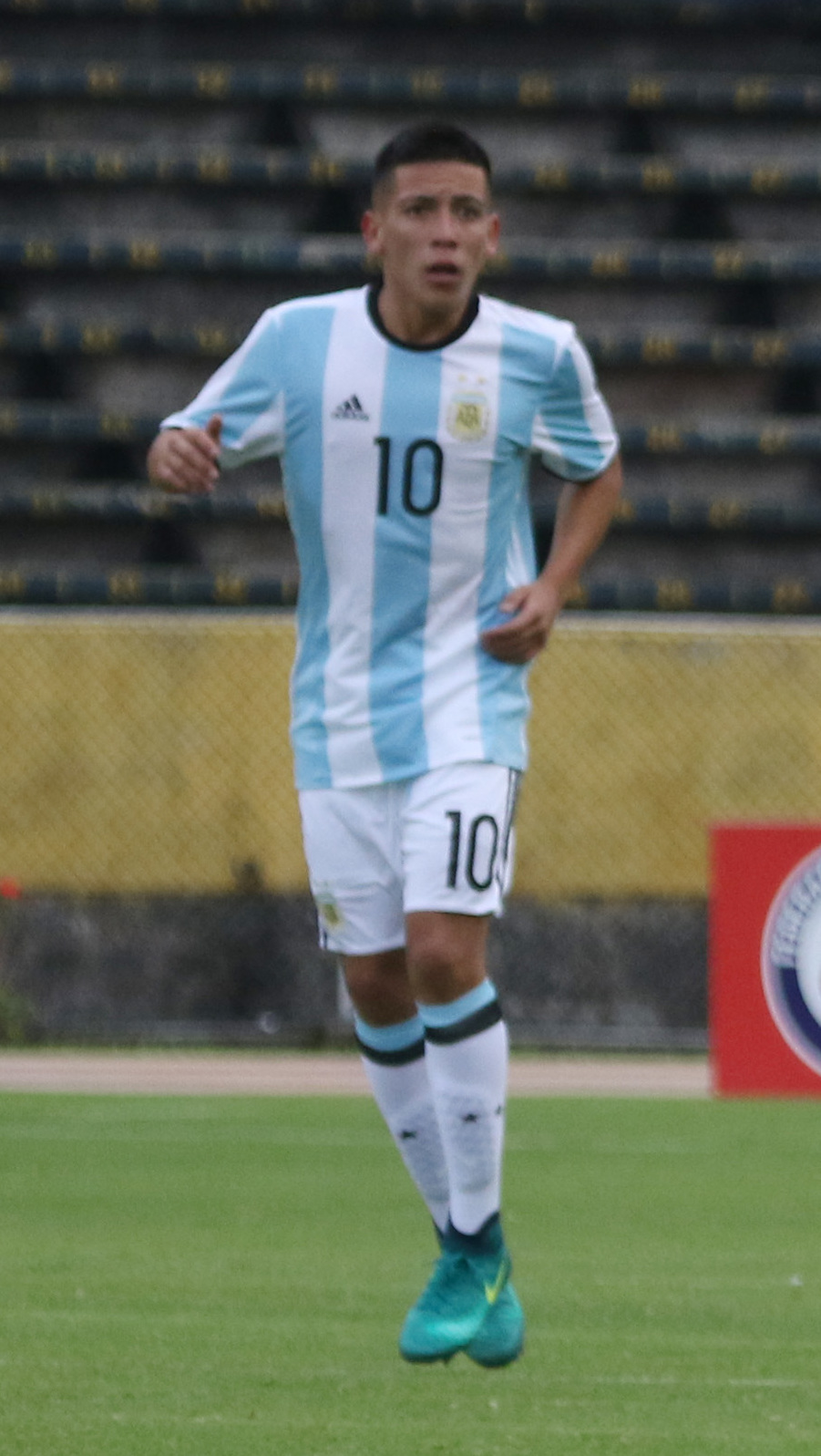
Барко в составе сборной Аргентины до 20 лет в 2017 году

В декабре 2016 года Барко был впервые вызван в состав сборной Аргентины до 20 лет. В январе 2017 года был включён в состав сборной на чемпионат Южной Америки среди молодёжных команд 2017 года, на турнире провёл восемь матчей. В мае 2019 года был включён в заявку сборной Аргентины до 20 лет на чемпионат мира среди молодёжных команд 2019 года. В стартовом матче турнира Барко оформил дубль в ворота сборной ЮАР до 20 лет (5:2). Аргентина на турнире дошла до 1/8 финала, где проиграла в серии пенальти сверстникам из Мали. Барко на турнире провёл четыре матча и забил два мяча. Всего за сборную Аргентины до 20 лет выступал с 2016 по 2019 год, проведя 18 матчей и забив два мяча.
Летом 2020 года был включён в состав олимпийской сборной Аргентины для участия на Олимпиаде в Токио. Аргентина стартовала с сенсационного поражения от Австралии (0:2), после чего ничья с Испанией (1:1) и победа над прямым конкурентом Египтом (1:0) не помогли Аргентине выйти из группы. На турнире Барко провёл три матча.

## Достижения

### Командные
«Индепендьенте»
- Победитель Южноамериканского кубка: 2017

«Атланта Юнайтед»
- Чемпион MLS (обладатель Кубка MLS): 2018
- Обладатель Открытого кубка США: 2019
- Обладатель Кубка Кампеонес[англ.]: 2019[англ.]

«Ривер Плейт»
- Чемпион Аргентины: 2023
- Обладатель Трофея чемпионов Аргентины[англ.]: 2023[англ.]
- Обладатель Суперкубка Аргентины: 2023[англ.]

### Личные
- Открытие года в Аргентине: 2016[10]
- Входит в символическую сборную года Южной Америки: 2017[11]
- Участник матча всех звёзд MLS (2): 2018[17], 2019[20]
- Лауреат национальной премии РФС «33 лучших игрока сезона»: 2024/25 (№ 2)[47]

## Статистика
| Выступление      | Выступление      | Выступление      | Лига | Лига | Кубок | Кубок | Конт. | Конт. | Прочие | Прочие | Итого | Итого |
| Клуб             | Лига             | Сезон            | Игры | Голы | Игры  | Голы  | Игры  | Голы  | Игры   | Голы   | Игры  | Голы  |
| ---------------- | ---------------- | ---------------- | ---- | ---- | ----- | ----- | ----- | ----- | ------ | ------ | ----- | ----- |
| Индепендьенте    | Примера          | 2016/17          | 30   | 4    | 1     | 0     | 4     | 0     | —      | —      | 35    | 4     |
| Индепендьенте    | Примера          | 2017/18          | 8    | 1    | 2     | 0     | 12    | 3     | —      | —      | 22    | 4     |
| Индепендьенте    | Итого            | Итого            | 38   | 5    | 3     | 0     | 16    | 3     | —      | —      | 57    | 8     |
| Атланта Юнайтед  | MLS              | 2018             | 26   | 4    | 2     | 1     | —     | —     | 5      | 0      | 33    | 5     |
| Атланта Юнайтед  | MLS              | 2019             | 15   | 4    | 3     | 0     | 4     | 0     | 4      | 0      | 26    | 4     |
| Атланта Юнайтед  | MLS              | 2020             | 12   | 2    | —     | —     | 4     | 0     | 3      | 0      | 19    | 2     |
| Атланта Юнайтед  | MLS              | 2021             | 25   | 7    | —     | —     | 3     | 1     | 1      | 0      | 29    | 8     |
| Атланта Юнайтед  | Итого            | Итого            | 78   | 17   | 5     | 1     | 11    | 1     | 13     | 0      | 107   | 19    |
| Ривер Плейт      | Примера          | → 2022           | 24   | 1    | 14    | 2     | 7     | 2     | —      | —      | 45    | 5     |
| Ривер Плейт      | Примера          | → 2023           | 25   | 5    | 18    | 2     | 8     | 3     | 2      | 0      | 53    | 10    |
| Ривер Плейт      | Примера          | 2024             | 5    | 1    | 18    | 1     | 6     | 0     | —      | —      | 29    | 2     |
| Ривер Плейт      | Итого            | Итого            | 54   | 7    | 50    | 5     | 21    | 5     | 2      | 0      | 127   | 17    |
| Спартак (Москва) | Премьер-лига     | 2024/25          | 27   | 12   | 9     | 2     | —     | —     | —      | —      | 36    | 14    |
| Спартак (Москва) | Премьер-лига     | 2025/26          | 5    | 1    | 1     | 0     | —     | —     | —      | —      | 6     | 1     |
| Спартак (Москва) | Итого            | Итого            | 32   | 13   | 10    | 2     | —     | —     | —      | —      | 42    | 15    |
| Всего за карьеру | Всего за карьеру | Всего за карьеру | 202  | 42   | 68    | 8     | 48    | 9     | 15     | 0      | 333   | 59    |

1. ↑  Континентальные кубки: Южноамериканский кубок; Кубок чемпионов КОНКАКАФ; Кубок Либертадорес.
2. ↑  Матчи плей-офф MLS; Кубок Кампеонес[англ.]; Турнир MLS is Back; Суперкубок Аргентины; Трофей чемпионов Аргентины[англ.].